# Повернення короля Артура
Повернення короля Артура (месіанське повернення короля Артура) — аспект легенди про короля Артура, міфічного британського короля шостого століття. Залишилось кілька історичних записів про Артура, і хоча є сумніви, що він взагалі коли-небудь існував, проте його постать спромоглася до міфологічного зростання, що призвело до великої кількості літератури про його життя і справи. Одним з періодичних аспектів артуріанської літератури є віра у те, що він в один прекрасний день повернеться в ролі месії, щоб врятувати свій народ.